# Max Reisel
 (avril 2023).
Max Reisel (Amsterdam, 25 avril 1913 - Jérusalem, 26 janvier 1989) était un sémiologue néerlandais (d'origine juive) et un enseignant au lycée Montessori de Rotterdam. Il s'est efforcé de diffuser des connaissances sur le judaïsme en général et sur la langue hébraïque en particulier. Il a joué un rôle important dans le domaine de l'éducation aux Pays-Bas.

## La vie
Max Reisel est né à Amsterdam le 25 avril 1913. Reisel était le fils de Wolf Pinchas Reisel (1881-1943), un chef Hazzan bien connu de la Neie Sjoel (Nouvelle synagogue d'Amsterdam), et de Sonja Wigdorowitz (1884-1943),. Ils auront huit enfants : Barend (1908-1943), Lilly (1909-1945), Slata (1910, décédée peu après sa naissance), Ellie (1911-1999), Max lui-même, Jacques (1915-1976), Rudolf (1920-1998) et Mirjam (1925-1943),.
Dans sa jeunesse, Max a étudié à l'école Hendrik Wester, une école publique située sur la Weesperplein.
Plus tard, il est devenu président du département de l'Organisation juive de la jeunesse et a écrit une thèse sur ses lignes directrices.
En 1930, Reisel commence sa formation pédagogique à Amsterdam. En 1932, il est encore refusé pour le service militaire et, en 1937, il passe l'examen pour le poste de chef d'établissement religieux en Israël, mais il n'y parvient pas.

### Les années de guerre
Reisel poursuit ses études et obtient un diplôme en pédagogie en 1941 et en langue et littérature néerlandaises en 1942, mais il ne pratiquera l'enseignement qu'après la guerre et ne pourra le faire qu'à la fin de celle-ci.
Max Reisel a épousé Clara Frederika Levie (1920-2000) pendant la guerre, en 1942,,. La tradition juive est respectée : la houppa est célébrée dans la maison de ses parents. Max a eu une fille avec Clara, et la même année, il est devenu un collaborateur culturel du Het Joodsch Weekblad,.
Il a demandé à figurer sur la liste de Barneveld pendant la guerre, mais sa demande a été rejetée, bien que son frère Jacques, qui n'était alors qu'un simple assistant de médecin, ait été inscrit sur cette liste, mais Max a survécu à la guerre. De sa famille parentale, outre lui-même, seuls sa sœur Rachel (Ellie) et ses frères Jacques et Rudolf ont finalement survécu à la guerre. Ses deux parents,, son frère Barend (Benno) et ses sœurs Lina (Lilly) et Mirjam ont péri dans l'Holocauste, et ils ont tous été tués.

### Après la guerre
En 1946, Reisel devient professeur néerlandais au lycée Montessori de Rotterdam. Il a été secrétaire de la congrégation israélite néerlandaise de Rotterdam de 1946 à 1964 et membre du comité central d'éducation de la confession israélite néerlandaise (NIK),,,.
Reisel a également étudié les langues sémitiques et a obtenu son doctorat en littérature et philosophie à l'université d'Amsterdam en 1957. en littérature et philosophie à l'université d'Amsterdam en 1957, avec la thèse Observations on אהיה אשר אהיה, הואהא et שם המפורש, ou Observations on the Tetragrammaton (Observations sur Ehyeh aéser ehyeh, Hûhâ et éSēm ham-mefôrāés). Cette thèse a été publiée sous forme de livre la même année sous le titre The mysterious name of Y.H.W.H. La traduction anglaise a été assurée par Henriëtte Boas. Le travail de Reisel est considéré comme l'une des études les plus approfondies sur le Tétragramme en 2014,.
La même année, la School voor Hebreeuwse Taal- en Letterkunde en Judaïca (École de langue et de littérature hébraïques et de judaïca) a été fondée à Rotterdam, sous la direction de Reisel dès le début. L'objectif de cette école était de répondre à l'intérêt croissant que suscitaient alors la langue et la littérature juives.
Au fil des ans, il a écrit plusieurs livres, dont une biographie de Maïmonide, Judaïsme in Modern Society, et la traduction du livre de la Genèse.
Reisel a émigré en Israël à la fin des années 1970,, où il est décédé le 26 janvier 1989 à Jérusalem.

## Famille
Max Reisel est l'oncle de Wanda Reisel, écrivain néerlandais.

## Œuvres

### Thèse
- Max Reisel, Observations on Ehyeh aéser ehyeh, Hûhâ and éSēm ham-mefôrāés (thèse), Zugl.: Amsterdam, Univ., PhD Diss., 1957 (OCLC 839780182)

### Livres
- M. Reisel, The mysterious name of Y.H.W.H.: the tetragrammaton in connection with the names of EHYEH ašer EHYEH-Hūhā-and S̈̌em Hammephôrǎs, vol. 2, Assen: Van Gorcum, coll. « Studia Semitica Neerlandica », 1957 (ISBN 9789004354876, OCLC 1276166, DOI 10.1163/9789004354876)
- M. Reisel, Observations on Eheyeh asher eheyeh, Assen: Van Gorcum, G.A. Hak & Prakke, 1957 (OCLC 11396285)
- (nl) M. Reisel, Het Jodendom in de moderne samenleving; enige feiten typerend voor het Jodendom in het licht van de herrezen Staat Israël, 's-Gravenhage, L.J.C. Boucher, 1959 (OCLC 9881539)
- M. Reisel et Mūsā b ʿUbayd Ibn Maymūn, Maimonides, vol. 30, Den Haag: Kruseman, coll. « Helden van de geest », 1963 (OCLC 781135612)
- M. Reisel et Stichting voor Hebreeuwse taal- en letterkunde (Rotterdam), Genesis = Bere·šît: transcriptie, verklaring, vertaling, Den Haag: Kruseman, 1966 (OCLC 63413768)